# Äggfrysning
Äggfrysning är ett moment i fertilitetsbehandling där en äggcell bevaras genom frysning, för att vid ett senare tillfälle användas till provrörsbefruktning. Äggfrysning kan förlänga kvinnors fertilitet.
I Sverige var äggfrysning endast tillgängligt för kvinnor som skulle genemgå en medicinsk behandling, med till exempel cellgift som hotade deras fertilitet, men sedan en tid tillåts även så kallad social äggfrysning.

## Behandling
Kvinnan behandlas med hormoner för att stimulera äggblåsorna under ungefär två veckor och när de har uppnått en lämplig storlek tas en äggmognadsspruta. Äggen plockas ut med en tunn nål genom slidväggen efter ungefär 36 timmar och vätskan med äggen överförs till ett provrör. Efter analys i mikroskop fryses äggen snabbt ned via vitrifikation. Äggen förvaras vid -196° C i flytande kväve till de skall användas.
När kvinnan vill bli gravid tinas några av de frysta äggen och befruktas med spermier från kvinnans partner eller en donator. 

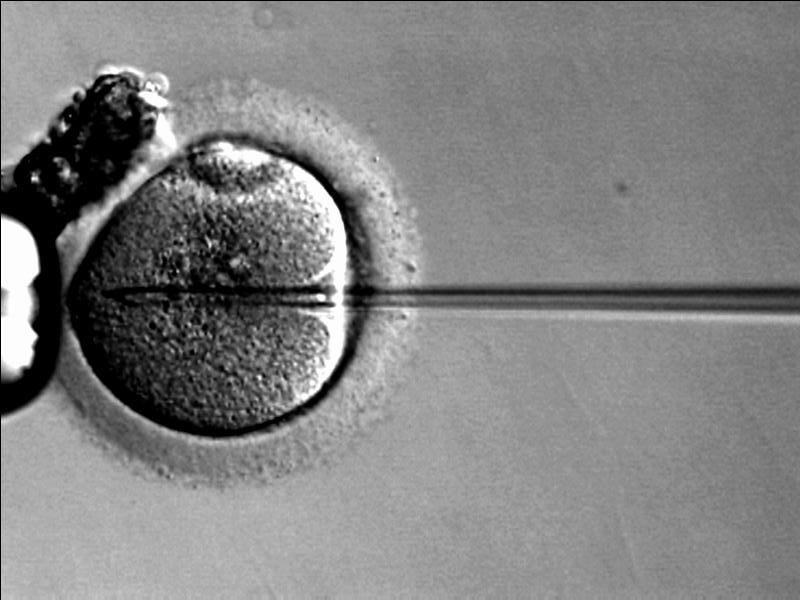
befruktning av ägg med ICSI.

Ägg som har varit frysta befruktas normalt med hjälp av en tunn glaspipett, så kallad mikroinjektion (ICSI). De befruktade äggen får växa i laboratoriet i upp till fem dagar innan ett embryo väljs ut för att föras in i livmodern. Ungefär 14 dagar senare görs ett graviditetstest.

## Biverkningar och risker
Hormonbehandlingen görs på samma sätt som vid en vanlig fertilitetsbehandling och kan ge en viss svullnadskänsla i magen och ömhet vid äggstockarna, men sjukskrivning behövs normalt inte.  Om äggstockarna överstimuleras så att de bildar för många äggblåsor kan sjukhusvård eventuellt krävas.
Behandlingen påverkar inte äggreserven eller fertiliteten hos friska kvinnor.